# Meliosma cuneifolia
Meliosma cuneifolia är en tvåhjärtbladig växtart som beskrevs av Adrien René Franchet. Meliosma cuneifolia ingår i släktet Meliosma och familjen Sabiaceae. Utöver nominatformen finns också underarten M. c. glabriuscula.